# Золтан Амбруш
Золтан Амбруш (угор. Ambrus Zoltán; 22 лютого 1861, Дебрецен — 28 лютого 1932, Будапешт) — угорський письменник, есеїст, драматург і перекладач. Член-кореспондент Угорської академії наук.

## Біографія
Після закінчення гімназії, в 1877-1881 вивчав право в Будапештському університеті. У 1879 помер його батько, залишивши 18-річному синові турботи про сім'ю. Амбруш став працювати викладачем, потім — театральним критиком, поміщав статті в пресі (Fővárosi лапок, Pesti Napló і Budapesti Szemle).
Література приваблювала Золтана більше, ніж юриспруденція, тому в 1885 він переїхав до Парижа, де вивчав філологію та історію французької літератури в Колеж де Франс і Сорбонні.
Після повернення на батьківщину став одним із співробітників журналу Hét в Будапешті. Його перу належить велика кількість оповідань.
У 1900 редагував журнал Új Magyar Szemle. У 1917-1922 — директор Національного театру.

## Творчість
Золтан Амбруш — представник угорського романтизму і реалізму. Тонкий есеїст, багато почерпнув з французької «експериментальної» і психологічної прози, у Ренана і Франса, наступник традицій французької літератури XIX століття. Ввів в угорську літературу тип французького психологічного роману.
Автор кількох драматичних творів, опублікованих в журналі «Нюгат» романів, повістей, есе та оповідань, зібраних в шістнадцяти томах.
Переклав ряд творів французьких авторів, в тому числі, Бальзака, Флобера, Мопассана, Анатоль Франса, Віктора Шербюл'є.

## Вибрана бібліографія
- Giroflé és Girofla (1901)
- Berzsenyi báró és családja (1902)
- Midás király I—II. (1906)
- A tóparti gyilkosság
- A türelmes Grizeldisz